# Partido Democrático Independiente (Yugoslavia)
El Partido Demócratico Independiente (en serbocroata: Samostalna demokratska stranka, Самостална демократска странка; en esloveno: Samostojna demokratska stranka, SDS) fue un partido político social liberal del Reino de los Serbios, Croatas y Eslovenos, y más tarde del de Reino de Yugoslavia. Lo fundó Svetozar Pribićević al escindirse del Partido Demócratico en 1924. Lo formaban tres grupos diferentes: el mayor con mucho era el de los serbios de los territorios del antiguo Imperio austrohúngaro, es decir, los de Croacia, Bosnia y Voivodina, principalmente de la primera. El segundo grupo más influyente era el de los liberales centralistas eslovenos. El tercero lo componían los liberales croatas, en su mayoría de Dalmacia y Zagreb.
El partido abogó durante los tres primeros años de existencia por un sistema muy centralista, oponiéndose ferozmente al federalismo del Partido Campesino Croata, al nacionalismo croata y al Partido de los Derechos de Croacia, al hegemonismo serbio del Partido Radical Popular, y a las reclamaciones eslovena y bosnia de autonomía territorial, apoyadas respectivamente por el Partido Popular Esloveno y la Organización Musulmana Yugoslava. En 1927, sin embargo, llegó a un acuerdo con el Partido Campesino Croata de Stjepan Radić, mediante el cual se creó la Oposición Democrática Campesina, que exigía la descentralización de Yugoslavia. Después del establecimiento de la dictadura real del rey Alejandro I de Yugoslavia en enero de 1929, el partido fue disuelto oficialmente, pero siguió funcionando clandestinamente, y su presidente, Svetozar Pribićević, se exilió. Muchos de sus miembros se afiliaron a la Democracia Campesina Radical Yugoslava, partido respaldado por el Gobierno real (luego rebautizada como Partido Nacional Yugoslavo en 1933), incluidos la gran mayoría de sus miembros eslovenos.
La presidencia del partido pasó a Srđan Budisavljević cuando Pribićević falleció en el exilio en 1936. El partido pudo volver a funcionar legalmente, como otros, poco antes de las elecciones de elecciones de 1935. Se sumó a la Oposición Unida que encabezó Vladko Maček.
A mediados de la década de 1920, antes de abandonar su postura centralista en 1927, gozó del apoyo de la organización nacionalista yugoslava ORJUNA.

## Resultados electorales
- 1925: 4.8 % (8 diputados)
- 1927: 8.6 % (27 diputados)

(Prohibido de 1929 a 1935)
- 1935 y 1938; en alianza con HSS